# دماني ميلور
دماني ميلور هو لاعب كرة قدم محترف في الدوري الإنجليزي يلعب كمهاجم لنادي مانشستر يونايتد.